# Cristina Henríquez
Cristina Henríquez, (Newark, Delaware, 1978 )  es una escritora estadounidense de origen panameño. En 2014 publicó su segunda novela El libro de los estadounidenses desconocidos, elegida como mejor libro del mes de junio en ese año según la lista de Amazon.

## Biografía
Cristina Henríquez es hija de Pantaleón Henríquez “Tercero” y nieta de Pantaleón Henríquez Bernal. Su padre, originario de Panamá,  se trasladó a los Estados Unidos en 1971 para asistir a la universidad. Su madre es de Nueva Jersey  y trabajó en escuelas públicas de Delaware como traductora. Cristina Henríquez nació en Delaware y se educó en Estados Unidos, pero pasó los veranos en Panamá.
Cuando era niña no hablaba español, por lo que en sus visitas "no tenía más remedio que sentarse y observar" lo que pasaba, lo que luego evocó en sus escritos, en particular la calidez y la alegría de la vida familiar entre la familia  de su padre. 
Henríquez vive en Chicago, Illinois.

### Educación
Henríquez asistió a la  Universidad del Noroeste; se especializó en inglés y se graduó en 1999. Luego obtuvo una maestría en Bellas Artes en el Programa de Escritura Creativa de la Iowa Writers' Workshop.  Mientras estuvo en Iowa, Henríquez escribía sobre Panamá (más tarde se convertiría en el escenario de sus dos primeros libros), pero en las clases solo presentaba historias sobre los Estados Unidos, con personajes americanos, a pesar de que su interés era otro, justificando el cambio como una especie de vacuna.

## Inicios en la literatura
En un artículo en New Yorker, Henríquez explica cómo comenzó su interés por la escritura: “comencé a escribir en la escuela secundaria y lo hice para un niño". El chico, enamorado, le dio un diario y le pidió que escribiera todo lo que le quisiera decir y se lo entregara al final del curso. Ella comenzó el diario escribiéndole... “Pero no pasó mucho tiempo antes de que descubriera que estaba escribiendo para mí y por el puro placer del acto de escribir. Me enganché. Me sentaba al final de cada día y garabateaba página tras página contando cosas, probando maneras de decirlas, con un sentimiento de libertad absoluto.” 
El ardor por escribir reemplazó al afecto no correspondido hacia su pretendido enamorado. “Tan pronto como me quedé sin espacio en ese diario, comencé otro, y luego otro. No he dejado de escribir desde entonces”.

## Obras
- «Come Together, Fall Apart».  Su primera participación en un libro fue una colección llamada Come Together, Fall Apart., que contiene ocho cuentos y una novela corta, publicado el 4 de abril de 2006 por Riverhead .[3]  El crítico literario Thomas Beller dijo del libro: "La ficción de Henríquez ofrece intensos primeros planos de jóvenes panameños cuyas vidas están en un enorme cambio... Siempre parece estar buscando particulares momentos de gracia".[3]
- «The World in Half». Su primera novela, The World in Half, fue publicada por Riverhead tres años después, el 16 de abril de 2009. [3] La novela sigue a una joven de Chicago que viaja a Panamá para buscar lazos familiares allí. En The Washington Post, Jonathan Yardley calificó el libro como una "primera novela interesante, aunque ligera... que seguramente dará una nota familiar y conmovedora a muchos otros residentes de este país que están tratando de reconciliar identidades divididas y lealtades divididas".[3]
- «The Book of Unknown Americans»/ El libro de los americanos desconocidos, segunda novela de Henríquez, se publicó en 2014 en Knopf. [3] The Daily Beast la calificó como novela del año 2014. [3]
- «The Summer House» (2021).
- «The Great Divide»/  Entre dos aguas,  novela épica sobre la construcción del canal de Panamá. (2024)

Cristina Henríquez también ha participado en las antologías This Is Not Chick Lit ( Random House, 2006)  y Thirty Ways of Looking at Hillary: Reflections by Women Writers ( Harper, 2008).